# Loxocera cylindrica
Loxocera cylindrica är en tvåvingeart som beskrevs av Thomas Say 1823. Loxocera cylindrica ingår i släktet Loxocera och familjen rotflugor. Inga underarter finns listade i Catalogue of Life.